# Karpacki Wyścig Kurierów 2020
Karpacki Wyścig Kurierów 2020 – 37. edycja wyścigu kolarskiego Karpacki Wyścig Kurierów poświęconego pamięci Wacława Felczaka, który odbył się 31 sierpnia 2020 na liczącej 134,5 kilometra trasie z Tarnowa do Ciężkowic; wyścig był częścią UCI Europe Tour 2020.
Wyścig w formacie wieloetapowym miał odbyć się w dniach od 28 kwietnia do 3 maja 2020, jednak, ze względu na pandemię COVID-19, w początkowym terminie został odwołany. W związku z tym impreza została przeniesiona na 31 sierpnia 2020, a jej format zmieniono na rywalizację jednodniową – był to pierwszy przypadek w historii wyścigu, gdy składał się on tylko z jednego etapu. Do startu zgłosiło się 11 drużyn, jednak do rywalizacji dopuszczono tylko część z nich, gdyż część zespołów nie przeszła wymaganych przez organizatora testów na COVID-19 (spośród zgłoszonych drużyn na starcie nie pojawił się żaden zawodnik z CCC Development Team, Klubu Kolarskiego Tarnovia, WMKS-u Olsztyn oraz Pogoni Mostostal Puławy) – w związku z tym do wyścigu przystąpiło tylko 33 kolarzy, a organizatorzy zdecydowali się skrócić rywalizację poprzez odwołanie końcowej rundy wokół Ciężkowic, w wyniku czego dystans wyścigu zmniejszył się z około 168 do 134 kilometrów.
Mimo faktu iż Karpacki Wyścig Kurierów 2020 był wyścigiem jednodniowym, oprócz rywalizacji głównej, w której triumfował Jordan Habets przed Adamem Kusiem i Antti-Jussi Juntunenem, organizatorzy prowadzili również klasyfikacje w innych kategoriach: Artjom Mirzojev wygrał rywalizację sprinterów i górską, Jordan Habets kategorię młodzieżową (do lat 21), a zespół TC Chrobry Głogów klasyfikację drużynową.

## Drużyny
| Continental teams (4)- Israel Cycling Academy - CCC Development Team - Topforex Lapierre Pro Cycling Team - Tartu 2024 - Balticchaincycling.com Reprezentacje (2)- Polska U23 - Słowacja U23 Regionalne i klubowe drużyny (5)- Wielerploeg Groot Amsterdam - TC Chrobry Scott Głogów - Klub Kolarski Tarnovia - Pogoń Mostostal Puławy - Warmińsko-Mazurski Klub Sportowy |
| |

## Klasyfikacja generalna
| \| Klasyfikacja generalna \| Klasyfikacja generalna \| Klasyfikacja generalna \| Klasyfikacja generalna \| Klasyfikacja generalna \| \| Kolarz \| Kolarz \| Państwo \| Drużyna \| Czas \| \| ---------------------- \| ---------------------- \| ---------------------- \| --------------------------------- \| ---------------------- \| \| 1. \| Jordan Habets \| Holandia \| Wielerploeg Groot Amsterdam \| 3h 18' 48" \| \| 2. \| Adam Kuś \| Polska \| TC Chrobry Scott Głogów \| + 0" \| \| 3. \| Antti-Jussi Juntunen \| Finlandia \| Tartu 2024-Balticchaincycling.com \| + 2" \| \| 4. \| Damian Bieniek \| Polska \| TC Chrobry Scott Głogów \| + 8" \| \| 5. \| Daan Hoeks \| Holandia \| Wielerploeg Groot Amsterdam \| + 1' 02" \| \| 6. \| Markus Pajur \| Estonia \| Tartu 2024-Balticchaincycling.com \| + 1' 02" \| \| 7. \| Yuval Ben Moshe \| Izrael \| Israel Cycling Academy \| + 1' 02" \| \| 8. \| Jakub Ťoupalík \| Czechy \| Topforex-Lapierre \| + 1' 02" \| \| 9. \| Henri Treimuth \| Estonia \| Tartu 2024-Balticchaincycling.com \| + 1' 02" \| \| 10. \| Jochem Kerckhaert \| Holandia \| Wielerploeg Groot Amsterdam \| + 1' 02" \| |                      |           |                                   |            |
| |                      |           |                                   |            |
| Źródło: ProCyclingStats |                      |           |                                   |            |
| Klasyfikacja generalna |                      |           |                                   |            |
| Kolarz | Kolarz               | Państwo   | Drużyna                           | Czas       |
| 1. | Jordan Habets        | Holandia  | Wielerploeg Groot Amsterdam       | 3h 18' 48" |
| 2. | Adam Kuś             | Polska    | TC Chrobry Scott Głogów           | + 0"       |
| 3. | Antti-Jussi Juntunen | Finlandia | Tartu 2024-Balticchaincycling.com | + 2"       |
| 4. | Damian Bieniek       | Polska    | TC Chrobry Scott Głogów           | + 8"       |
| 5. | Daan Hoeks           | Holandia  | Wielerploeg Groot Amsterdam       | + 1' 02"   |
| 6. | Markus Pajur         | Estonia   | Tartu 2024-Balticchaincycling.com | + 1' 02"   |
| 7. | Yuval Ben Moshe      | Izrael    | Israel Cycling Academy            | + 1' 02"   |
| 8. | Jakub Ťoupalík       | Czechy    | Topforex-Lapierre                 | + 1' 02"   |
| 9. | Henri Treimuth       | Estonia   | Tartu 2024-Balticchaincycling.com | + 1' 02"   |
| 10. | Jochem Kerckhaert    | Holandia  | Wielerploeg Groot Amsterdam       | + 1' 02"   |